# 松本祐紀
松本 祐紀（まつもと ゆうき、1977年12月17日 - 
）は、フジテレビスタジオ戦略本部第3スタジオ・チーフプロデューサー。

## 来歴・人物
- 早稲田大学商学部卒業後、2002年フジテレビ入社。
- 2024年編成総局バラエティ制作局バラエティ制作センターバラエティ制作部・部長職[1]。
- 2025年7月以降は、スタジオ戦略本部第3スタジオ・所属。

## 現在の担当番組

### チーフプロデューサー

#### レギュラー番組
- ミュージックジェネレーション（2024年4月11日 - ）[3][1]
- 街グルメをマジ探索!かまいまち（2024年4月18日 - ）[1]
- ザ・共通テン!（2024年10月18日 - ）

#### 月一回
- ワンピースバラエティ海賊王におれはなるTV[4]

#### 特番・その他
- 嵐ツボ→二宮ん家（2021年1月3日 - ）[5]
- 憲武・フミヤ・ヒロミの突撃!仲間のスターん家（2023年9月28日）[6][7]
- SWAP PROJECT[8]
- 芸能界ウケたから残して映像GP（2024年1月27日）[9]

### 制作統括

#### 特番・その他
- レッツケイバフジコ（2024年4月28日）

## 過去の担当番組

### チーフプロデューサー

#### レギュラー番組
- イタズラジャーニー（2022年10月15日 - 2024年9月28日）[10]
- オールナイトフジコ（2023年4月15日 - 2025年3月22日）[11]
- 坂道の向こうには青空が広がっていた。（2023年10月18日 - 2025年6月25日）[12]

#### 特番
- ギリギリ昔話（2016年4月7日 - 2018年12月29日）
- クイズピンチヒッター（2020年7月11日・12月29日）
- テレビで見せれるMAXさん（2020年10月21日・28日）[13]

### プロデューサー

#### レギュラー番組
- ワイドナショー
- してみるテレビ!教訓のススメ（2013年11月3日 - 2015年3月20日）
- ヨルタモリ
- ダウンタウンなう[14]
- さまぁ〜ずの神ギ問
- フルタチさん
- トーキングフルーツ
- 関ジャニ∞クロニクル
- Love music

#### 特番
- 人志松本のすべらない話
- 武器はテレビ。SMAP×FNS27時間テレビ（2014年7月26日・27日）
- 鶴瓶のうるさすぎる新年会（2015年1月1日）
- さまぁ～ずコントTV
- バカリズムのそこスルーする?
- FNS27時間テレビ めちゃ2ピンチってるッ!1億2500万人の本気になれなきゃテレビじゃないじゃ～ん!!（2015年7月25日・26日）
- FNS27時間テレビ にほんのれきし（2017年9月9日・10日）
- FNS27時間テレビ にほん人は何を食べてきたのか?（2018年9月8日・9日）
- FNS27時間テレビにほんのスポーツは強いっ!（2019年11月2日・3日） - 「キャプテン翼」オリジナルアニメコーナー担当[15]
- アイデアシェフ（2020年8月15日）[16]
- FNS27時間テレビ 鬼笑い祭（2023年7月22日・23日） - 「イタズラジャーニー」コーナー担当
- FNS27時間テレビ 日本一たのしい学園祭!（2024年7月20日・21日）

### 企画・プロデュース
- ツナゲー～繋がるバトルゲーム～（2021年3月23日・24日）[17]

### 協力プロデューサー
- 女子高警察（編成も担当）[18]
- ミライ☆モンスター（2014年4月6日 - 6月29日）

### 編成

#### レギュラー番組
- ミタパンブー（2012年1月10日 - 10月4日）
- 世界は言葉でできている（ゴールデンタイム時代、2012年10月24日 - 12月19日）
- TOKIOカケル
- もはや神ダネ（2013年4月17日 - 9月18日）

#### 特番
- マバタキー
- お客様は王様かよっ!? 本当にあった爆笑仰天クレーム第8弾SP（2013年11月19日、編成企画）
- 逮捕の瞬間!密着24時（2014年3月18日）

### ディレクター・演出

#### レギュラー
- 登龍門F お笑い登龍門
- メントレG
- フェイク・オフ〜完全なる相関図〜
- ショーパン（2007年10月16日 - 2008年9月26日、火曜日担当ディレクター）
- 爆笑レッドカーペット
- 5LDK
- ヤマサキパン（2010年10月19日 - 2011年4月2日）
- はねるのトびら

#### 特番
- 爆笑ピンクカーペット
- 初詣!爆笑ヒットパレード（中継ディレクター）
- FNSの日26時間テレビ2009 超笑顔パレード 爆笑!お台場合宿!!（2009年7月25日・26日）
- FNSの日26時間テレビ2010 超笑顔パレード 絆 爆笑!お台場合宿!!（2010年7月24日・25日）
- FNS27時間テレビ めちゃ2デジッてるッ!笑顔になれなきゃテレビじゃないじゃ～ん!!（2011年7月23日・24日）

## 出演
- 作ってるヤツの顔が見てみたい（2023年5月18日、フジテレビ）[19]